# Vampiropolynoe embleyi
Vampiropolynoe embleyi är en ringmaskart som beskrevs av Ernst Marcus och Hourdez 2002. Vampiropolynoe embleyi ingår i släktet Vampiropolynoe och familjen Polynoidae. Inga underarter finns listade i Catalogue of Life.